# Waggonbau Krjukiw
Der Waggonbau Krjukiw (ukrainisch Крюківський вагонобудівний завод) ist eines der größten und ältesten Fahrzeugbauunternehmen der Ukraine. Die Produktpalette umfasst Güter-, Personen und U-Bahnwagen, Triebwagen sowie Rolltreppen. Der Unternehmensname leitet sich vom ehemaligen Ortsteil Krjukiw (heute als Rajon Krjukiw erhalten) der Stadt Krementschuk ab.

## Geschichte

### Russisches Zarenreich
Das Werk wurde als Werkstatt für Dampflokomotiven und Waggons im Jahr 1869 gegründet. Drei Jahre später wurden die Werkstätten Teil der Charkiwer-Mykolajiwer-Eisenbahn und 1874 auf die Reparatur von Güter- und Personenwagen umgestellt. Noch während des Baus neuer Fabrikhallen, Büros und Lagerhäuser wurden im Juni 1898 in den unfertigen Gebäuden Güterwagen repariert und seit dem 1. August 1900 auch Personenwagen.

### Sowjetzeit
1930 begann man mit der Produktion von Waggons und stellte die Reparaturen ein. Im November desselben Jahres wurde der erste zweiachsige 20-Tonnen-Wagen hergestellt. Während des Zweiten Weltkrieges wurde das Unternehmen nach Perm umgesiedelt und hat Munition und Bomben produziert.
Seit 1951 wurden neben Eisenbahnfahrzeugen auch Straßen- und Wasserfahrzeuge für militärische Zwecke, wie Fähren und Aufklärungsvehikel, ausgeliefert. Bodenentleerer für den Kohle- und Manganerztransport waren die Hauptprodukte in der Schienenfahrzeugbranche des Unternehmens.

### Unabhängigkeit
Nach den Umbrüchen im Zuge des Zerfalls der Sowjetunion konnte die Fabrik erhalten bleiben und seine Produktion weiter umgestellt werden. Seit 2001 werden neben Personenwaggons auch Metrozüge, Triebzüge und Rolltreppen hergestellt.

## Produktion

### Personenverkehr

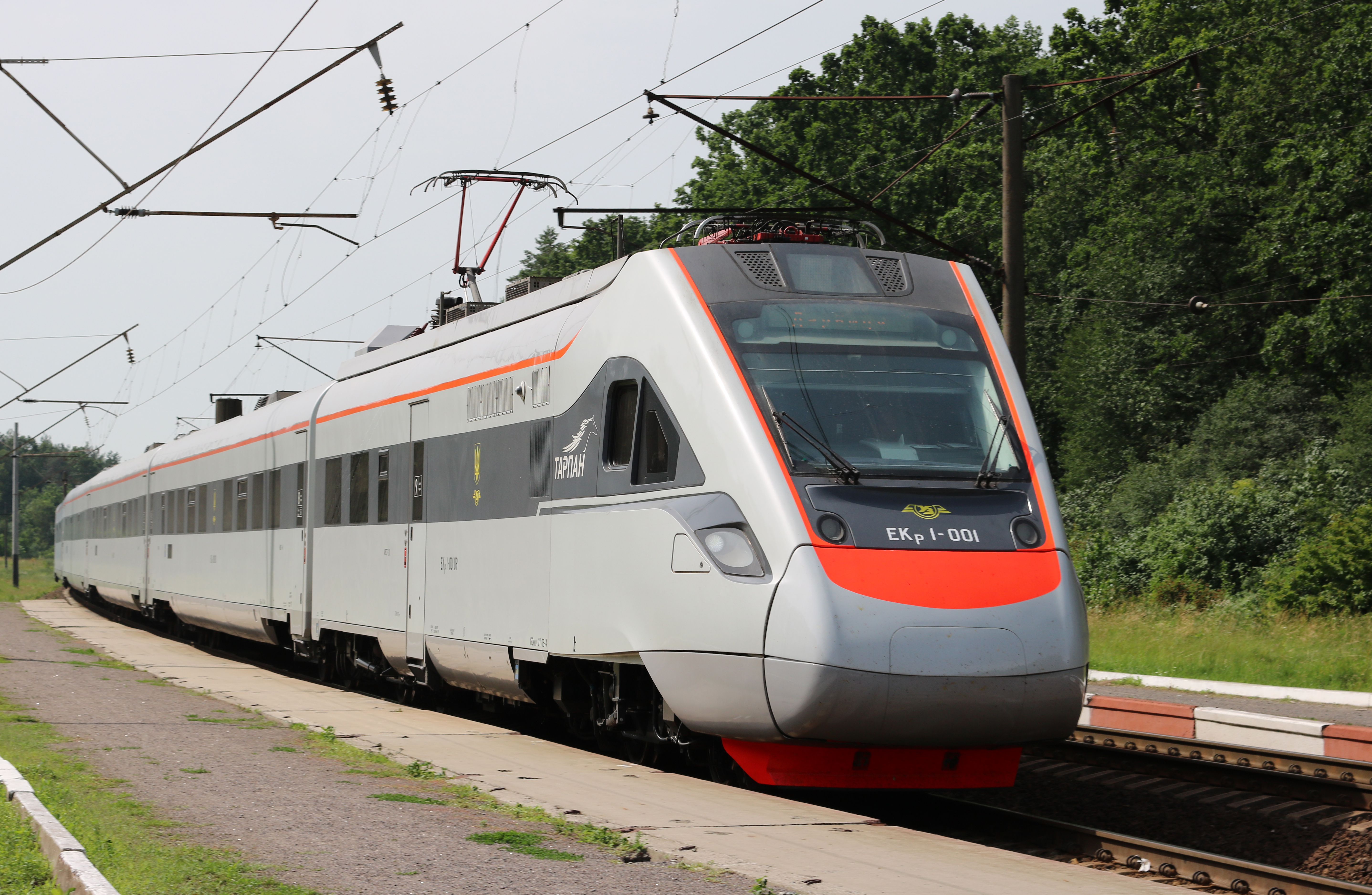
Elektrotriebwagen EKr1 (ЕКр1)

Der Waggonbau Krjukiw hat eine Reihe von Personenwagen unterschiedlicher Typen entwickelt, darunter Abteilwagen, Schlafwagen, Wagen für internationalen, Hochgeschwindigkeits- und Intercity-Verkehr sowie Triebwagen für die U-Bahnen in Kiew.
Die Ukrajina-2 Personenwagen und EKr-1 Triebzüge werden für den Intercity bzw. Intercity+ Verkehr genutzt.

#### Personenwagen

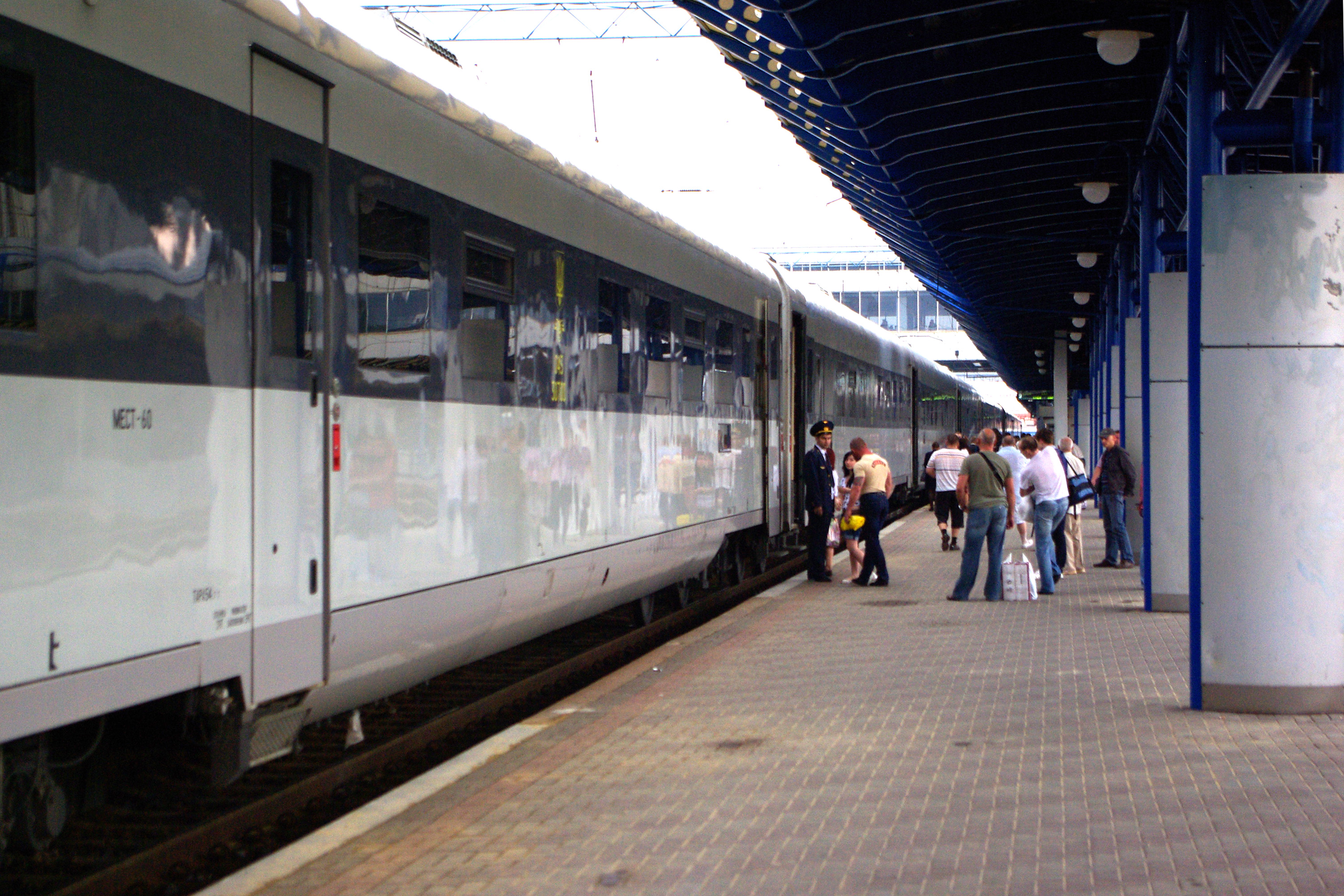
Ukrajina-2

- Baureihe 61-788
- Baureihe 61-7034
- Ukrajina-2

#### Triebwagen
- UZ-Baureihe EKr-1: Elektrozug Krjukiw-1
- DPKr-2: Dieselzug Krjukiw-2
- DPKr-3: Dieselzug Krjukiw-3

#### U-Bahn

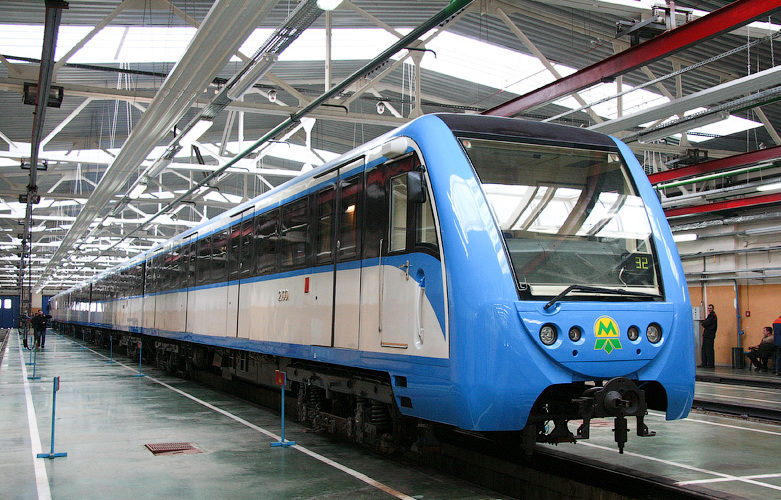
U-Bahnzug 81-7021/7022 (Kiew)

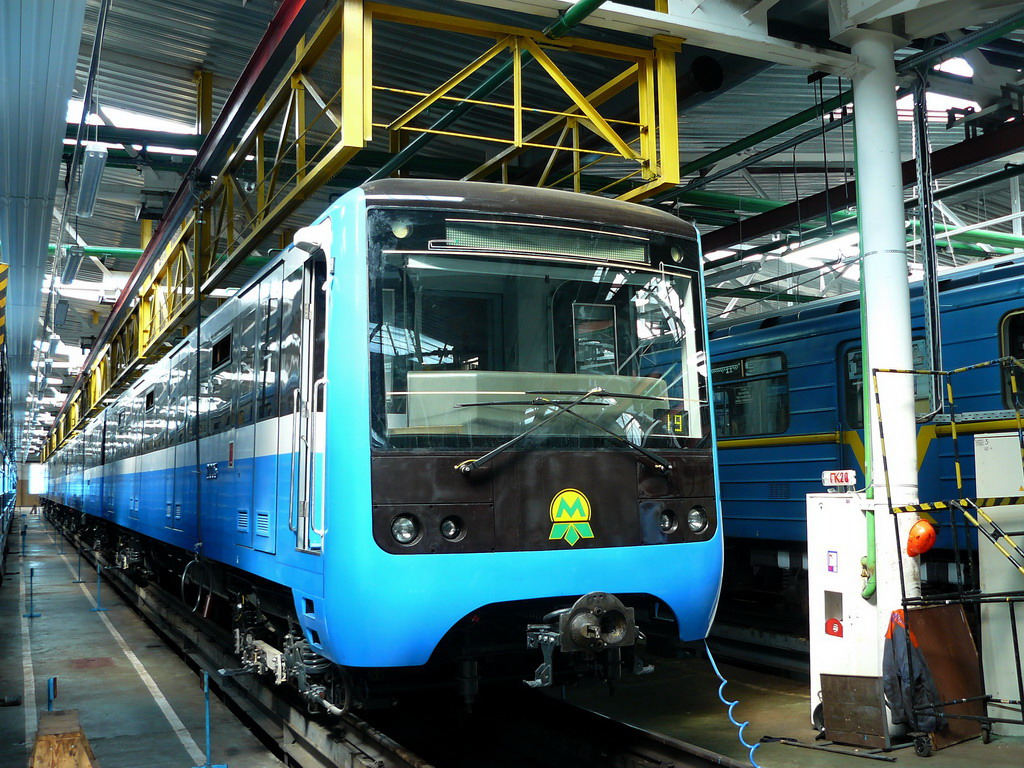
U-Bahnzug 81-7021 (Kiew)

- Baureihe 81-7021/7022

### Güterverkehr
- Offene Güterwagen
- Flachwagen
- Gedeckte Güterwagen
- Kesselwagen
- Drehgestelle, Radsätze und Ersatzteile

Waggonbau Krjukiw hat Ende 2023 als erstes Unternehmen in der Ukraine eine Bescheinigung der Eisenbahnagentur der Europäischen Union für Güterwagen in Normalspur erhalten, die in der EU zulassungsfähig sind. Es handelt sich um sechsachsige Doppel-Containertragewagen.

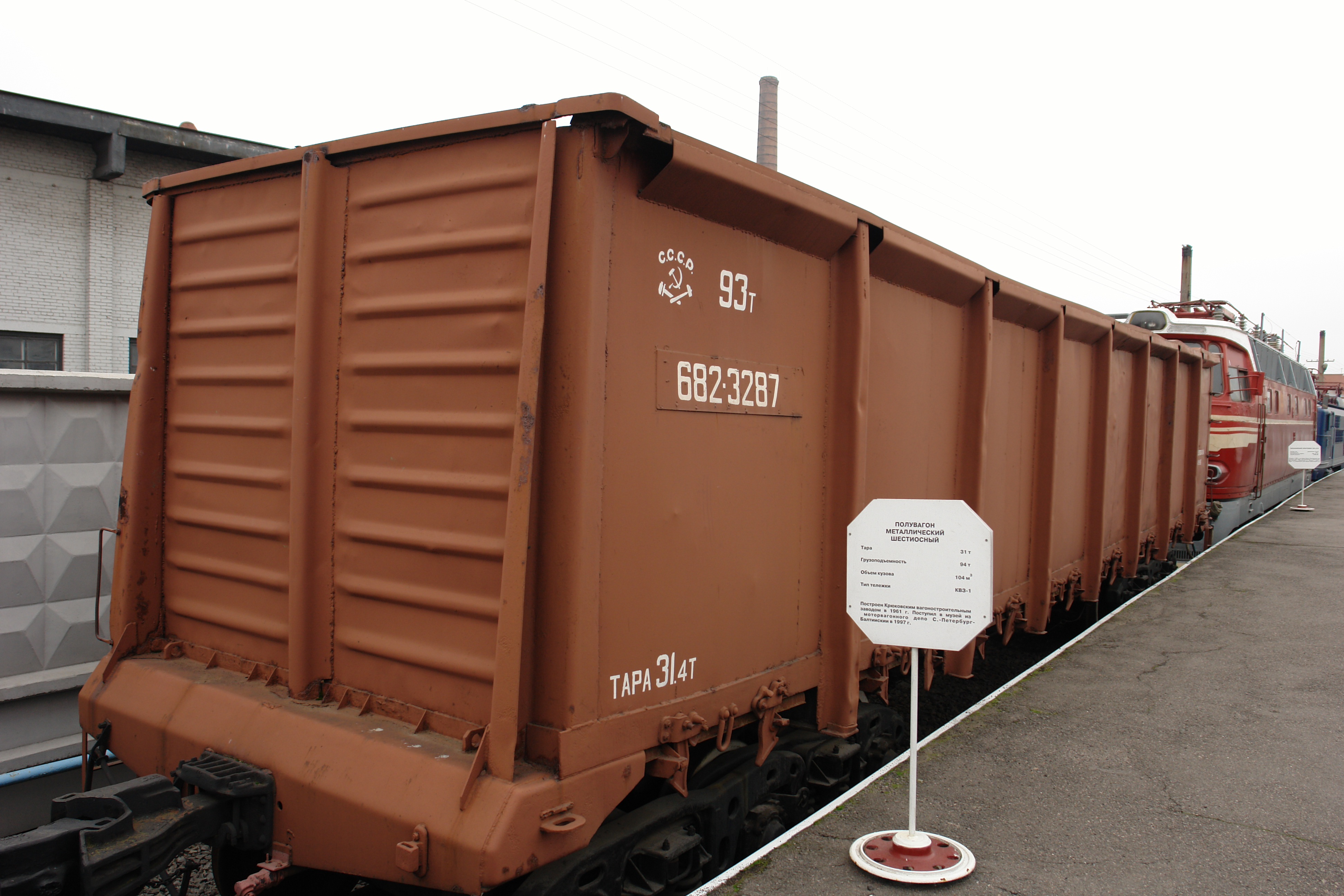
6-achsiger offener Güterwagen, Bj. 1961